# MFK Frýdek-Místek
MFK Frýdek–Místek – klub piłkarski we Frydku-Mistku, w Czechach. Powstał w roku 1921 jako Karlovohutní fotbalový klub. Obecnie występuje w MSFL (III).

## Historia

### Chronologia nazw
- 1921: Karlovohutní fotbalový klub
- 1950: ZJS Železárny Stalingrad
- 1954: Baník Místek
- 1958: TJ Železárny Stalingrad
- 1960: TJ Válcovny plechu Frýdek–Místek
- 1991: FK Válcovny plechu Frýdek–Místek
- 2003: FK Frýdek–Místek
- 2004: Fotbal Frýdek–Místek
- 2011: MFK Frýdek-Místek[1]

## Stadion
MFK Frýdek-Místek rozgrywa swoje spotkania na stadionie piłkarskim Stovky we Frydku-Mistku. Pojemność obiektu wynosi 12400 miejsc, z czego 2400 to miejsca siedzące, a także zadaszone. Wymiary płyty boiska to 103 x 77 m.